# 克莱夫 (伦巴第国王)
克莱夫（拉丁語：Cleph）是伦巴第王国国王，公元572-574年在位。

## 生平
572年，阿尔博因遇刺后，克莱夫被公爵们推举为伦巴第人在意大利的第二任国王，他和阿尔博因没有血缘关系。对于亚平宁半岛的罗马人而言，克莱夫是一位残暴而可怖的君主。他把伦巴第王国的统治扩张到整个北意大利，征服了托斯卡纳，并且围攻了东罗马帝国的拉文纳。
在位仅18个月后，克莱夫及其妻子被一名年轻卫兵用剑刺杀，这名卫兵是他虐待过的奴隶。克莱夫死后，伦巴第诸公爵并未选举君主，引发了长达十年的空位期，史称公爵统治时期。十年后，克莱夫的儿子奥塔里于585年登基为下一任伦巴第国王。